# مونيكا هيلر
مونيكا هيلر هي لغوية كندية، ولدت في 1 يونيو 1955 في مونتريال في كندا.